# Elton Brand
Elton Tyron Brand (Cortlandt Manor, New York, 11. ožujka 1979.) američki je profesionalni košarkaš. Igra na poziciji krilnog centra, a trenutačno je član NBA momčadi Philadelphia 76ersa. Izabran je u 1. krugu (1. ukupno) NBA drafta 1999. od strane Chicago Bullsa.

## Rani život
U dobi od 13 godina, Brand se pridružio košarkaškoj momčadi srednje škole Peekskill High School. Prosječno je postizao 40 poena i 20 skokova po utakmici te je na četvrtoj godini srednje škole bio jedan od najbolje rangiranih srednjoškolskih igrača. U tom razdoblju pomogao je momčadi osvojiti dva državna prvenstva te se poslije srednje škole odlučio pohađati sveučilište Duke.

## Sveučilište
Na drugoj godini sveučilišta, Brand se istaknuo kao jedan od najboljih igrača u povijesti NCAA natjecanja. Odveo je momčad do završnice NCAA natjecanja te je osvojio nagradu za igrača godine. Nakon tri provedene godine na sveučilištu Brand se odlučio prijaviti na NBA draft.

## NBA karijera

### Chicago Bulls
Izabran je kao prvi izbor NBA drafta 1999. od strane Chicago Bullsa. Brand je došao u momčad u izgradnji koja je posrnula nakon umirovljenja njihove zvijezde Michaela Jordana. Brand je preuzeo ulogu vođe te je prosječno postizao 20.1 poena i 10 skokova. Jedino nezadovoljstvo s kojim se Brand susreo je bio negativan omjer Bullsa i ne ostvarivanje doigravanja. Na kraju sezone Brand je podijelio nagradu za novaka godine sa Steveom Francisom. U sezoni 2000./01. Brand je imao identične statistike kao i prošle sezone te je prosječno postizao 20.1 poena i 10.1 skokova. Nakon dvije uspješne sezonu u dresu Bullsa, Brand je 2001. godine mijenjan u Los Angeles Clipperse u zamjenu za Briana Skinnera i prava na Tysona Chandlera.

### Los Angeles Clippers
Brand se u Clippersima vrlo dobro snašao te je već u prvoj sezoni izborio nastup na All-Star utakmici. Kada je 2003. godine postao slobodan igrač, Miami Heat mu je ponudio ugovor od 82 milijuna dolara za šest godina. Međutim Clippersi su imali opciju izjednačiti ugovor te su zadržali Branda. U sezoni 2005./06. Brand je prosječno postizao 24.7 poena i 10 skokova te je Clipperse odveo do omjera 47-35 i šestog mjesta na Zapadu. U veljači 2006. Brand je nastupio pod drugi put na All-Star utakmici. Mnogi košarkaški analitičari bili su mišljenja da je upravo Elton Brand zaslužio nagradu za najkorisnijeg igrača sezone, međutim tu nagradu osvojio je Steve Nash. 22. travnja 2006. u svom debiju u doigravanju, protiv Denver Nuggetsa, Brand je postigao 21 poen. Odveo je momčad do drugog kruga gdje su kasnije izgubili od Phoenix Sunsa u sedam utakmica. To je bilo po prvi puta da su Clippersi prošli u drugi krug doigravanje nakon 1975. godine. Na kraju sezone Brandu je uručena nagrada za sportsku osobu godine. U sezoni 2006./07. Brandove statistike su pale te je prosječno postizao 20.5 poena i 9.3 skokova. Unatoč još jednoj sjajnoj sezoni nije uspio odvesti Clipperse u doigravanje. Većinu sezone 2007./08. Brand je propustio zbog ozbiljne ozljede ahilove tetive. 2. travnja 2008. Brand se vratio u momčad te je u povratničkoj utakmici postigao 19 poena. Te sezone odigrao je samo 8 utakmica. Na kraju sezone Brand je imao opciju postati slobodan igrač što je i na kraju iskoristio te se odrekao 16.4 milijuna dolara u zadnjoj sezoni ugovora s Clippersima.

### Philadelphia 76ers
9. srpnja 2009. Brand je potpisao petogodišnji ugovor vrijedan 82 milijuna dolara za momčad Philadelphia 76ersa. 17. prosinca 2008. u utakmici s Milwaukee Bucksima, Brand je ozljiedio rame nakon pada na parket pri pokušaju skoka. Brand je odlučio ulaziti s klupe kako bi se polagano vratio u prvu petorku. Međutim 5. veljače 2009. ipak se odlučio na odlazak na operaciju koja je nakon četiri dana i uspješno obavljena.

## NBA statistika

### Regularni dio
| Godina    | Klub          | Odig. uta. | Uta. poč. | Min. | 2P%  | 3P%   | Sl. bac.% | Skok. | Asist. | Ukr. lop. | Blok. | Poena |
| --------- | ------------- | ---------- | --------- | ---- | ---- | ----- | --------- | ----- | ------ | --------- | ----- | ----- |
| 1999./00. | Chicago       | 81         | 80        | 37.0 | .482 | .000  | .685      | 10.0  | 1.9    | .8        | 1.6   | 20.1  |
| 2000./01. | Chicago       | 74         | 74        | 39.3 | .476 | .000  | .708      | 10.1  | 3.2    | 1.0       | 1.6   | 20.1  |
| 2001./02. | L.A. Clippers | 80         | 80        | 37.8 | .527 | .000  | .742      | 11.6  | 2.4    | 1.0       | 2.0   | 18.2  |
| 2002./03. | L.A. Clippers | 62         | 61        | 39.6 | .502 | .000  | .685      | 11.3  | 2.5    | 1.1       | 2.5   | 18.5  |
| 2003./04. | L.A. Clippers | 69         | 68        | 38.7 | .493 | .000  | .773      | 10.3  | 3.3    | .9        | 2.2   | 20.0  |
| 2004./05. | L.A. Clippers | 81         | 81        | 37.0 | .503 | .000  | .752      | 9.5   | 2.6    | .8        | 2.1   | 20.0  |
| 2005./06. | L.A. Clippers | 79         | 79        | 39.2 | .527 | .333  | .775      | 10.0  | 2.6    | 1.0       | 2.5   | 24.7  |
| 2006./07. | L.A. Clippers | 80         | 80        | 38.5 | .533 | 1.000 | .761      | 9.3   | 2.9    | 1.0       | 2.2   | 20.5  |
| 2007./08. | L.A. Clippers | 8          | 6         | 34.3 | .456 | .000  | .787      | 8.0   | 2.0    | .4        | 1.9   | 17.6  |
| 2008./09. | Philadelphia  | 29         | 23        | 31.7 | .447 | .000  | .676      | 8.8   | 1.3    | .6        | 1.5   | 13.8  |
| Ukupno    |               | 643        | 632       | 38.0 | .503 | .154  | .736      | 10.1  | 2.6    | .9        | 2.0   | 20.0  |
| All-Star  |               | 2          | 0         | 18.0 | .563 | .000  | .000      | 8.5   | .5     | .5        | .5    | 9.0   |

### Doigravanje
| Godina    | Klub          | Odig. uta. | Uta. poč. | Min. | 2P%  | 3P%  | Sl. bac.% | Skok. | Asist. | Ukr. lop. | Blok. | Poena |
| --------- | ------------- | ---------- | --------- | ---- | ---- | ---- | --------- | ----- | ------ | --------- | ----- | ----- |
| 2005./06. | L.A. Clippers | 12         | 12        | 43.1 | .551 | .000 | .750      | 10.3  | 4.0    | .9        | 2.6   | 25.4  |
| Ukupno    |               | 12         | 12        | 43.1 | .551 | .000 | .750      | 10.3  | 4.0    | .9        | 2.6   | 25.4  |

## Vanjske poveznice
- Profil na NBA.com
- Profil  Arhivirana inačica izvorne stranice od 27. svibnja 2012. (Wayback Machine) na Basketball-Reference.com

| Prethodnik:        | Prvi izbor NBA drafta NBA draft 1999. | Nasljednik:   |
| Michael Olowokandi | Prvi izbor NBA drafta NBA draft 1999. | Kenyon Martin |